# Lista di asteroidi (573001-574000)
Di seguito una lista di asteroidi dal numero 573001  al 574000 con data di scoperta e scopritore.

## 573001–573100
| Nome   | Designazione provvisoria | Data di scoperta  | Scopritore                        |
| ------ | ------------------------ | ----------------- | --------------------------------- |
| 573001 | 2008 VH37                | 2 novembre 2008   | Mount Lemmon Survey               |
| 573002 | 2008 VR37                | 6 ottobre 2008    | Mount Lemmon Survey               |
| 573003 | 2008 VQ38                | 4 marzo 2005      | Mount Lemmon Survey               |
| 573004 | 2008 VO44                | 3 novembre 2008   | Mount Lemmon Survey               |
| 573005 | 2008 VQ44                | 16 gennaio 2005   | Spacewatch                        |
| 573006 | 2008 VT44                | 3 novembre 2008   | Mount Lemmon Survey               |
| 573007 | 2008 VG55                | 3 marzo 2006      | Spacewatch                        |
| 573008 | 2008 VS55                | 12 novembre 1999  | Spacewatch                        |
| 573009 | 2008 VA63                | 27 ottobre 2008   | Spacewatch                        |
| 573010 | 2008 VO67                | 8 novembre 2008   | Mount Lemmon Survey               |
| 573011 | 2008 VQ70                | 7 novembre 2008   | Mount Lemmon Survey               |
| 573012 | 2008 VN74                | 9 novembre 2008   | Spacewatch                        |
| 573013 | 2008 VY82                | 9 novembre 2008   | Mount Lemmon Survey               |
| 573014 | 2008 VB83                | 1 novembre 2008   | Mount Lemmon Survey               |
| 573015 | 2008 VD83                | 3 novembre 2008   | Mount Lemmon Survey               |
| 573016 | 2008 VK83                | 9 novembre 2008   | Mount Lemmon Survey               |
| 573017 | 2008 VO83                | 8 agosto 2012     | Pan-STARRS                        |
| 573018 | 2008 VC84                | 4 ottobre 2008    | Mount Lemmon Survey               |
| 573019 | 2008 VD84                | 28 novembre 2013  | Mount Lemmon Survey               |
| 573020 | 2008 VF84                | 11 giugno 2015    | Pan-STARRS                        |
| 573021 | 2008 VH84                | 2 agosto 2011     | Pan-STARRS                        |
| 573022 | 2008 VM84                | 7 novembre 2008   | Mount Lemmon Survey               |
| 573023 | 2008 VA85                | 9 novembre 2008   | Mount Lemmon Survey               |
| 573024 | 2008 VC85                | 23 gennaio 2015   | Pan-STARRS                        |
| 573025 | 2008 VE85                | 14 agosto 2012    | Pan-STARRS                        |
| 573026 | 2008 VK85                | 2 novembre 2008   | Mount Lemmon Survey               |
| 573027 | 2008 VT87                | 9 novembre 2008   | Spacewatch                        |
| 573028 | 2008 VF88                | 26 settembre 2013 | Mount Lemmon Survey               |
| 573029 | 2008 VF89                | 9 settembre 2013  | Pan-STARRS                        |
| 573030 | 2008 VO89                | 11 dicembre 2013  | Pan-STARRS                        |
| 573031 | 2008 VU89                | 28 novembre 2013  | Pan-STARRS                        |
| 573032 | 2008 VC90                | 9 novembre 2008   | Spacewatch                        |
| 573033 | 2008 VF90                | 1 novembre 2008   | Mount Lemmon Survey               |
| 573034 | 2008 VT90                | 8 novembre 2008   | Spacewatch                        |
| 573035 | 2008 VU93                | 1 ottobre 2008    | Spacewatch                        |
| 573036 | 2008 VX96                | 7 novembre 2008   | Mount Lemmon Survey               |
| 573037 | 2008 VS98                | 7 novembre 2008   | Mount Lemmon Survey               |
| 573038 | 2008 VX98                | 18 settembre 2003 | Spacewatch                        |
| 573039 | 2008 VP99                | 2 novembre 2008   | Mount Lemmon Survey               |
| 573040 | 2008 VW99                | 6 novembre 2008   | Mount Lemmon Survey               |
| 573041 | 2008 VT100               | 3 novembre 2008   | Mount Lemmon Survey               |
| 573042 | 2008 VG101               | 7 novembre 2008   | Mount Lemmon Survey               |
| 573043 | 2008 VV101               | 2 novembre 2008   | Spacewatch                        |
| 573044 | 2008 WF                  | 22 settembre 2008 | CSS                               |
| 573045 | 2008 WO1                 | 18 novembre 2008  | LINEAR                            |
| 573046 | 2008 WF7                 | 28 settembre 2008 | Mount Lemmon Survey               |
| 573047 | 2008 WX7                 | 28 ottobre 2008   | Spacewatch                        |
| 573048 | 2008 WA9                 | 9 settembre 2008  | Mount Lemmon Survey               |
| 573049 | 2008 WV11                | 18 settembre 2003 | Spacewatch                        |
| 573050 | 2008 WB16                | 9 ottobre 2008    | Spacewatch                        |
| 573051 | 2008 WO19                | 28 settembre 2003 | Spacewatch                        |
| 573052 | 2008 WZ20                | 17 novembre 2008  | Spacewatch                        |
| 573053 | 2008 WB29                | 27 ottobre 2008   | Mount Lemmon Survey               |
| 573054 | 2008 WN35                | 20 ottobre 2003   | Spacewatch                        |
| 573055 | 2008 WQ37                | 17 novembre 2008  | Spacewatch                        |
| 573056 | 2008 WQ38                | 17 novembre 2008  | Spacewatch                        |
| 573057 | 2008 WS43                | 22 ottobre 2003   | Spacewatch                        |
| 573058 | 2008 WJ44                | 17 novembre 2008  | Spacewatch                        |
| 573059 | 2008 WU44                | 24 maggio 2006    | Spacewatch                        |
| 573060 | 2008 WL52                | 27 ottobre 2008   | Spacewatch                        |
| 573061 | 2008 WC54                | 19 novembre 2008  | Spacewatch                        |
| 573062 | 2008 WP58                | 23 ottobre 2008   | Spacewatch                        |
| 573063 | 2008 WP67                | 6 maggio 2006     | Mount Lemmon Survey               |
| 573064 | 2008 WW69                | 7 dicembre 2001   | Spacewatch                        |
| 573065 | 2008 WU71                | 28 ottobre 2008   | Spacewatch                        |
| 573066 | 2008 WM72                | 19 novembre 2008  | Mount Lemmon Survey               |
| 573067 | 2008 WO74                | 29 settembre 2003 | Spacewatch                        |
| 573068 | 2008 WY75                | 20 novembre 2008  | Spacewatch                        |
| 573069 | 2008 WE77                | 7 novembre 2008   | Mount Lemmon Survey               |
| 573070 | 2008 WW80                | 7 novembre 2008   | Mount Lemmon Survey               |
| 573071 | 2008 WO84                | 20 novembre 2008  | Spacewatch                        |
| 573072 | 2008 WF86                | 23 ottobre 2008   | Spacewatch                        |
| 573073 | 2008 WV87                | 19 settembre 2003 | Spacewatch                        |
| 573074 | 2008 WM93                | 21 novembre 2008  | Mount Lemmon Survey               |
| 573075 | 2008 WF95                | 21 novembre 2008  | Complesso astronomico El Leoncito |
| 573076 | 2008 WC98                | 19 settembre 2003 | Spacewatch                        |
| 573077 | 2008 WJ98                | 25 ottobre 2008   | CSS                               |
| 573078 | 2008 WY101               | 20 novembre 2008  | Spacewatch                        |
| 573079 | 2008 WZ103               | 30 novembre 2008  | CSS                               |
| 573080 | 2008 WE105               | 18 novembre 2008  | Spacewatch                        |
| 573081 | 2008 WX110               | 17 novembre 2008  | Spacewatch                        |
| 573082 | 2008 WK117               | 5 settembre 2008  | Spacewatch                        |
| 573083 | 2008 WH119               | 30 novembre 2008  | Mount Lemmon Survey               |
| 573084 | 2008 WT134               | 24 novembre 2008  | Mount Lemmon Survey               |
| 573085 | 2008 WH144               | 18 novembre 2008  | Spacewatch                        |
| 573086 | 2008 WJ144               | 24 settembre 2011 | CSS                               |
| 573087 | 2008 WP144               | 30 novembre 2008  | Mount Lemmon Survey               |
| 573088 | 2008 WR144               | 24 novembre 2008  | Mount Lemmon Survey               |
| 573089 | 2008 WS144               | 20 novembre 2008  | Mount Lemmon Survey               |
| 573090 | 2008 WU144               | 19 novembre 2008  | Spacewatch                        |
| 573091 | 2008 WF145               | 19 settembre 2011 | Pan-STARRS                        |
| 573092 | 2008 WL145               | 21 novembre 2008  | Spacewatch                        |
| 573093 | 2008 WO145               | 19 novembre 2008  | Mount Lemmon Survey               |
| 573094 | 2008 WK149               | 29 giugno 2011    | Spacewatch                        |
| 573095 | 2008 WT150               | 14 agosto 2012    | Pan-STARRS                        |
| 573096 | 2008 WR151               | 31 ottobre 2013   | Spacewatch                        |
| 573097 | 2008 WC152               | 19 novembre 2008  | Spacewatch                        |
| 573098 | 2008 WR152               | 4 luglio 2016     | Spacewatch                        |
| 573099 | 2008 WH153               | 21 marzo 2015     | Pan-STARRS                        |
| 573100 | 2008 WU156               | 19 novembre 2008  | Spacewatch                        |

## 573101–573200
| Nome   | Designazione provvisoria | Data di scoperta  | Scopritore          |
| ------ | ------------------------ | ----------------- | ------------------- |
| 573101 | 2008 WV156               | 19 novembre 2008  | Spacewatch          |
| 573102 | 2008 WZ157               | 30 novembre 2008  | Mount Lemmon Survey |
| 573103 | 2008 XU8                 | 1 dicembre 2008   | Mount Lemmon Survey |
| 573104 | 2008 XH9                 | 1 dicembre 2008   | Mount Lemmon Survey |
| 573105 | 2008 XY11                | 19 novembre 2008  | Spacewatch          |
| 573106 | 2008 XV12                | 3 novembre 2008   | Mount Lemmon Survey |
| 573107 | 2008 XF14                | 18 novembre 2008  | Spacewatch          |
| 573108 | 2008 XF18                | 9 dicembre 2004   | CSS                 |
| 573109 | 2008 XC19                | 23 gennaio 2006   | Spacewatch          |
| 573110 | 2008 XD19                | 1 dicembre 2008   | Spacewatch          |
| 573111 | 2008 XU22                | 24 novembre 2008  | Spacewatch          |
| 573112 | 2008 XK23                | 22 agosto 2001    | AMOS                |
| 573113 | 2008 XO23                | 4 dicembre 2008   | Mount Lemmon Survey |
| 573114 | 2008 XL25                | 4 dicembre 2008   | Mount Lemmon Survey |
| 573115 | 2008 XF27                | 29 ottobre 2008   | Spacewatch          |
| 573116 | 2008 XG27                | 4 dicembre 2008   | Mount Lemmon Survey |
| 573117 | 2008 XN27                | 15 dicembre 2004  | Spacewatch          |
| 573118 | 2008 XD30                | 25 ottobre 2001   | SDSS Collaboration  |
| 573119 | 2008 XJ30                | 1 dicembre 2008   | Spacewatch          |
| 573120 | 2008 XF32                | 2 dicembre 2008   | Spacewatch          |
| 573121 | 2008 XG32                | 27 ottobre 2008   | Spacewatch          |
| 573122 | 2008 XG38                | 21 settembre 2003 | NEAT                |
| 573123 | 2008 XR41                | 26 settembre 2000 | Spacewatch          |
| 573124 | 2008 XJ44                | 3 dicembre 2008   | Spacewatch          |
| 573125 | 2008 XN49                | 7 dicembre 2008   | Mount Lemmon Survey |
| 573126 | 2008 XV51                | 6 dicembre 2008   | Spacewatch          |
| 573127 | 2008 XT52                | 2 dicembre 2008   | Mount Lemmon Survey |
| 573128 | 2008 XG57                | 12 maggio 2005    | Mount Lemmon Survey |
| 573129 | 2008 XK57                | 5 dicembre 2008   | Mount Lemmon Survey |
| 573130 | 2008 XW58                | 18 settembre 2017 | Pan-STARRS          |
| 573131 | 2008 XQ59                | 4 dicembre 2012   | Mount Lemmon Survey |
| 573132 | 2008 XV59                | 1 dicembre 2008   | Mount Lemmon Survey |
| 573133 | 2008 XX59                | 2 dicembre 2008   | Spacewatch          |
| 573134 | 2008 XA60                | 22 novembre 2008  | Spacewatch          |
| 573135 | 2008 XR60                | 4 dicembre 2008   | Spacewatch          |
| 573136 | 2008 XT62                | 5 dicembre 2008   | Spacewatch          |
| 573137 | 2008 XW63                | 3 dicembre 2008   | Spacewatch          |
| 573138 | 2008 YV1                 | 19 dicembre 2008  | LINEAR              |
| 573139 | 2008 YL6                 | 3 ottobre 2003    | Spacewatch          |
| 573140 | 2008 YT6                 | 22 dicembre 2008  | C. Rinner, F. Kugel |
| 573141 | 2008 YZ9                 | 19 dicembre 2008  | Osservatorio Lulin  |
| 573142 | 2008 YK11                | 20 dicembre 2008  | Osservatorio Lulin  |
| 573143 | 2008 YN20                | 16 luglio 2004    | Cerro Tololo Obs.   |
| 573144 | 2008 YD24                | 22 dicembre 2008  | CSS                 |
| 573145 | 2008 YZ27                | 28 dicembre 2008  | R. Apitzsch         |
| 573146 | 2008 YY28                | 28 dicembre 2008  | K. Sárneczky        |
| 573147 | 2008 YL30                | 29 dicembre 2008  | K. Sárneczky        |
| 573148 | 2008 YP30                | 12 settembre 2007 | Mount Lemmon Survey |
| 573149 | 2008 YL31                | 28 dicembre 2008  | G. Muler            |
| 573150 | 2008 YA32                | 30 dicembre 2008  | W. Ries             |
| 573151 | 2008 YU34                | 31 dicembre 2008  | CSS                 |
| 573152 | 2008 YO36                | 22 dicembre 2008  | Spacewatch          |
| 573153 | 2008 YW37                | 23 dicembre 2008  | F. Hormuth          |
| 573154 | 2008 YV44                | 29 dicembre 2008  | Mount Lemmon Survey |
| 573155 | 2008 YV45                | 29 dicembre 2008  | Mount Lemmon Survey |
| 573156 | 2008 YA46                | 29 dicembre 2008  | Mount Lemmon Survey |
| 573157 | 2008 YT46                | 29 dicembre 2008  | Mount Lemmon Survey |
| 573158 | 2008 YL51                | 22 dicembre 2008  | Spacewatch          |
| 573159 | 2008 YU53                | 29 dicembre 2008  | Mount Lemmon Survey |
| 573160 | 2008 YY56                | 30 dicembre 2008  | Spacewatch          |
| 573161 | 2008 YF57                | 30 dicembre 2008  | Spacewatch          |
| 573162 | 2008 YK60                | 30 dicembre 2008  | Mount Lemmon Survey |
| 573163 | 2008 YR60                | 30 dicembre 2008  | Mount Lemmon Survey |
| 573164 | 2008 YE61                | 2 dicembre 2008   | Mount Lemmon Survey |
| 573165 | 2008 YH62                | 24 novembre 2008  | Mount Lemmon Survey |
| 573166 | 2008 YT62                | 30 dicembre 2008  | Mount Lemmon Survey |
| 573167 | 2008 YF66                | 21 novembre 2008  | Mount Lemmon Survey |
| 573168 | 2008 YY67                | 13 febbraio 2002  | Spacewatch          |
| 573169 | 2008 YV69                | 29 dicembre 2008  | Mount Lemmon Survey |
| 573170 | 2008 YN70                | 29 dicembre 2008  | Mount Lemmon Survey |
| 573171 | 2008 YO71                | 30 dicembre 2008  | Spacewatch          |
| 573172 | 2008 YL73                | 30 dicembre 2008  | Spacewatch          |
| 573173 | 2008 YS74                | 30 dicembre 2008  | Spacewatch          |
| 573174 | 2008 YK75                | 15 ottobre 2004   | Mount Lemmon Survey |
| 573175 | 2008 YB76                | 30 dicembre 2008  | Mount Lemmon Survey |
| 573176 | 2008 YC83                | 13 ottobre 2016   | Pan-STARRS          |
| 573177 | 2008 YZ85                | 4 dicembre 2008   | Spacewatch          |
| 573178 | 2008 YP89                | 29 dicembre 2008  | Spacewatch          |
| 573179 | 2008 YQ89                | 29 dicembre 2008  | Spacewatch          |
| 573180 | 2008 YK91                | 21 dicembre 2008  | Mount Lemmon Survey |
| 573181 | 2008 YE92                | 29 dicembre 2008  | Spacewatch          |
| 573182 | 2008 YW93                | 29 dicembre 2008  | Spacewatch          |
| 573183 | 2008 YS94                | 29 dicembre 2008  | Spacewatch          |
| 573184 | 2008 YO107               | 29 dicembre 2008  | Spacewatch          |
| 573185 | 2008 YJ115               | 21 dicembre 2008  | Mount Lemmon Survey |
| 573186 | 2008 YJ116               | 21 dicembre 2008  | Spacewatch          |
| 573187 | 2008 YV118               | 8 luglio 2007     | Osservatorio Lulin  |
| 573188 | 2008 YL119               | 3 ottobre 2008    | Mount Lemmon Survey |
| 573189 | 2008 YY121               | 22 dicembre 2008  | Mount Lemmon Survey |
| 573190 | 2008 YY122               | 22 dicembre 2008  | Spacewatch          |
| 573191 | 2008 YP128               | 30 novembre 2003  | Spacewatch          |
| 573192 | 2008 YV129               | 31 dicembre 2008  | Spacewatch          |
| 573193 | 2008 YQ133               | 14 settembre 2007 | Mount Lemmon Survey |
| 573194 | 2008 YV136               | 30 dicembre 2008  | Spacewatch          |
| 573195 | 2008 YN137               | 22 dicembre 2008  | Spacewatch          |
| 573196 | 2008 YX140               | 12 ottobre 2007   | LONEOS              |
| 573197 | 2008 YO142               | 22 dicembre 2008  | Spacewatch          |
| 573198 | 2008 YK147               | 1 ottobre 2003    | LONEOS              |
| 573199 | 2008 YM147               | 30 novembre 2008  | Mount Lemmon Survey |
| 573200 | 2008 YJ148               | 28 dicembre 2008  | K. Sárneczky        |

## 573201–573300
| Nome   | Designazione provvisoria | Data di scoperta  | Scopritore                        |
| ------ | ------------------------ | ----------------- | --------------------------------- |
| 573201 | 2008 YS153               | 21 dicembre 2008  | Mount Lemmon Survey               |
| 573202 | 2008 YL154               | 22 dicembre 2008  | Mount Lemmon Survey               |
| 573203 | 2008 YN157               | 21 gennaio 2002   | Spacewatch                        |
| 573204 | 2008 YG160               | 31 dicembre 2008  | Mount Lemmon Survey               |
| 573205 | 2008 YQ161               | 21 dicembre 2008  | Mount Lemmon Survey               |
| 573206 | 2008 YP164               | 26 dicembre 2008  | H. Kurosaki, A. Nakajima          |
| 573207 | 2008 YO175               | 29 dicembre 2008  | Spacewatch                        |
| 573208 | 2008 YS175               | 20 dicembre 2008  | Mount Lemmon Survey               |
| 573209 | 2008 YF176               | 22 dicembre 2008  | Spacewatch                        |
| 573210 | 2008 YE177               | 21 dicembre 2008  | Mount Lemmon Survey               |
| 573211 | 2008 YG177               | 21 dicembre 2008  | Spacewatch                        |
| 573212 | 2008 YY177               | 21 dicembre 2008  | Spacewatch                        |
| 573213 | 2008 YD179               | 3 maggio 2016     | Pan-STARRS                        |
| 573214 | 2008 YZ179               | 20 giugno 2015    | Pan-STARRS                        |
| 573215 | 2008 YT180               | 21 dicembre 2008  | Mount Lemmon Survey               |
| 573216 | 2008 YC183               | 31 dicembre 2008  | Spacewatch                        |
| 573217 | 2008 YW183               | 21 dicembre 2008  | Spacewatch                        |
| 573218 | 2008 YC185               | 31 dicembre 2008  | CSS                               |
| 573219 | 2008 YH185               | 21 gennaio 2014   | Mount Lemmon Survey               |
| 573220 | 2008 YD187               | 21 dicembre 2008  | Spacewatch                        |
| 573221 | 2008 YB188               | 29 dicembre 2008  | Spacewatch                        |
| 573222 | 2008 YC188               | 29 dicembre 2008  | Spacewatch                        |
| 573223 | 2008 YG188               | 30 dicembre 2008  | Spacewatch                        |
| 573224 | 2008 YM188               | 22 dicembre 2008  | Spacewatch                        |
| 573225 | 2008 YP190               | 21 dicembre 2008  | Mount Lemmon Survey               |
| 573226 | 2008 YQ190               | 29 dicembre 2008  | Mount Lemmon Survey               |
| 573227 | 2008 YH191               | 4 marzo 2005      | Mount Lemmon Survey               |
| 573228 | 2009 AH1                 | 2 gennaio 2009    | G. Muler                          |
| 573229 | 2009 AU2                 | 19 ottobre 2003   | LONEOS                            |
| 573230 | 2009 AU5                 | 1 gennaio 2009    | Spacewatch                        |
| 573231 | 2009 AG6                 | 1 gennaio 2009    | Spacewatch                        |
| 573232 | 2009 AY7                 | 1 gennaio 2009    | Mount Lemmon Survey               |
| 573233 | 2009 AF8                 | 8 ottobre 2007    | Mount Lemmon Survey               |
| 573234 | 2009 AD11                | 22 novembre 2008  | Mount Lemmon Survey               |
| 573235 | 2009 AK12                | 2 gennaio 2009    | Mount Lemmon Survey               |
| 573236 | 2009 AM14                | 2 gennaio 2009    | Mount Lemmon Survey               |
| 573237 | 2009 AQ22                | 22 dicembre 2008  | Spacewatch                        |
| 573238 | 2009 AH23                | 3 gennaio 2009    | Spacewatch                        |
| 573239 | 2009 AQ31                | 11 novembre 2004  | Spacewatch                        |
| 573240 | 2009 AL34                | 31 dicembre 2008  | Spacewatch                        |
| 573241 | 2009 AS34                | 15 gennaio 2009   | Spacewatch                        |
| 573242 | 2009 AL35                | 15 gennaio 2009   | Spacewatch                        |
| 573243 | 2009 AX36                | 15 gennaio 2009   | Spacewatch                        |
| 573244 | 2009 AY38                | 15 gennaio 2009   | Spacewatch                        |
| 573245 | 2009 AD40                | 18 ottobre 2007   | Spacewatch                        |
| 573246 | 2009 AG48                | 2 gennaio 2009    | Spacewatch                        |
| 573247 | 2009 AA53                | 2 gennaio 2009    | Spacewatch                        |
| 573248 | 2009 AF53                | 8 gennaio 2016    | Pan-STARRS                        |
| 573249 | 2009 AV53                | 2 gennaio 2009    | Spacewatch                        |
| 573250 | 2009 AM55                | 23 settembre 2011 | Pan-STARRS                        |
| 573251 | 2009 AT55                | 21 settembre 2011 | Pan-STARRS                        |
| 573252 | 2009 AN57                | 17 novembre 2012  | Mount Lemmon Survey               |
| 573253 | 2009 AT59                | 1 gennaio 2009    | Spacewatch                        |
| 573254 | 2009 AG61                | 3 gennaio 2009    | Spacewatch                        |
| 573255 | 2009 AB63                | 2 gennaio 2009    | Mount Lemmon Survey               |
| 573256 | 2009 AH63                | 2 gennaio 2009    | Spacewatch                        |
| 573257 | 2009 BY9                 | 16 gennaio 2009   | Mount Lemmon Survey               |
| 573258 | 2009 BZ10                | 25 gennaio 2009   | A. Lowe                           |
| 573259 | 2009 BC13                | 25 gennaio 2009   | R. Apitzsch                       |
| 573260 | 2009 BS26                | 31 dicembre 2008  | Spacewatch                        |
| 573261 | 2009 BK28                | 29 dicembre 2008  | Spacewatch                        |
| 573262 | 2009 BP29                | 31 dicembre 2008  | Spacewatch                        |
| 573263 | 2009 BQ33                | 16 gennaio 2009   | Spacewatch                        |
| 573264 | 2009 BS37                | 16 gennaio 2009   | Spacewatch                        |
| 573265 | 2009 BW38                | 2 novembre 2007   | Mount Lemmon Survey               |
| 573266 | 2009 BS42                | 16 gennaio 2009   | Spacewatch                        |
| 573267 | 2009 BY55                | 17 gennaio 2009   | Mount Lemmon Survey               |
| 573268 | 2009 BE59                | 2 gennaio 2009    | Spacewatch                        |
| 573269 | 2009 BP59                | 16 aprile 2004    | SDSS Collaboration                |
| 573270 | 2009 BJ64                | 20 gennaio 2009   | CSS                               |
| 573271 | 2009 BG67                | 20 gennaio 2009   | Spacewatch                        |
| 573272 | 2009 BO67                | 26 settembre 2006 | Spacewatch                        |
| 573273 | 2009 BM71                | 21 gennaio 2009   | C. Rinner, F. Kugel               |
| 573274 | 2009 BP73                | 30 gennaio 2009   | R. Apitzsch                       |
| 573275 | 2009 BR80                | 1 febbraio 2009   | Spacewatch                        |
| 573276 | 2009 BK92                | 25 gennaio 2009   | Spacewatch                        |
| 573277 | 2009 BN92                | 25 gennaio 2009   | Spacewatch                        |
| 573278 | 2009 BY96                | 25 gennaio 2009   | Spacewatch                        |
| 573279 | 2009 BB104               | 25 gennaio 2009   | Spacewatch                        |
| 573280 | 2009 BD109               | 22 dicembre 2008  | Spacewatch                        |
| 573281 | 2009 BS109               | 30 gennaio 2009   | Mount Lemmon Survey               |
| 573282 | 2009 BU112               | 31 gennaio 2009   | Mount Lemmon Survey               |
| 573283 | 2009 BH114               | 22 dicembre 2008  | Spacewatch                        |
| 573284 | 2009 BD116               | 2 gennaio 2009    | Mount Lemmon Survey               |
| 573285 | 2009 BL119               | 3 gennaio 2009    | Spacewatch                        |
| 573286 | 2009 BM121               | 20 gennaio 2009   | Spacewatch                        |
| 573287 | 2009 BV126               | 29 gennaio 2009   | Spacewatch                        |
| 573288 | 2009 BD128               | 29 gennaio 2009   | Mount Lemmon Survey               |
| 573289 | 2009 BA132               | 8 novembre 2008   | Mount Lemmon Survey               |
| 573290 | 2009 BF135               | 29 gennaio 2009   | Spacewatch                        |
| 573291 | 2009 BL135               | 15 gennaio 2009   | Spacewatch                        |
| 573292 | 2009 BO136               | 29 gennaio 2009   | Spacewatch                        |
| 573293 | 2009 BW144               | 10 settembre 2007 | Spacewatch                        |
| 573294 | 2009 BP152               | 5 novembre 2002   | NEAT                              |
| 573295 | 2009 BZ156               | 31 gennaio 2009   | Spacewatch                        |
| 573296 | 2009 BB160               | 31 dicembre 2008  | Mount Lemmon Survey               |
| 573297 | 2009 BT161               | 25 gennaio 2009   | Complesso astronomico El Leoncito |
| 573298 | 2009 BY163               | 31 gennaio 2009   | Spacewatch                        |
| 573299 | 2009 BF164               | 16 gennaio 2009   | Spacewatch                        |
| 573300 | 2009 BQ164               | 20 gennaio 2009   | Spacewatch                        |

## 573301–573400
| Nome   | Designazione provvisoria | Data di scoperta  | Scopritore                |
| ------ | ------------------------ | ----------------- | ------------------------- |
| 573301 | 2009 BU165               | 31 gennaio 2009   | Spacewatch                |
| 573302 | 2009 BK166               | 25 gennaio 2009   | Spacewatch                |
| 573303 | 2009 BW173               | 25 gennaio 2009   | Spacewatch                |
| 573304 | 2009 BH175               | 7 giugno 2004     | NEAT                      |
| 573305 | 2009 BG179               | 29 gennaio 2009   | CSS                       |
| 573306 | 2009 BK190               | 16 gennaio 2009   | Mount Lemmon Survey       |
| 573307 | 2009 BN190               | 29 gennaio 2009   | Mount Lemmon Survey       |
| 573308 | 2009 BF192               | 16 gennaio 2009   | Mount Lemmon Survey       |
| 573309 | 2009 BS192               | 25 gennaio 2009   | Spacewatch                |
| 573310 | 2009 BY192               | 18 agosto 2006    | Spacewatch                |
| 573311 | 2009 BZ193               | 31 gennaio 2009   | Mount Lemmon Survey       |
| 573312 | 2009 BD194               | 1 gennaio 2014    | Spacewatch                |
| 573313 | 2009 BL194               | 16 gennaio 2009   | Spacewatch                |
| 573314 | 2009 BQ194               | 22 gennaio 2015   | Pan-STARRS                |
| 573315 | 2009 BU194               | 16 settembre 2012 | CSS                       |
| 573316 | 2009 BC195               | 4 settembre 2014  | Pan-STARRS                |
| 573317 | 2009 BF195               | 16 gennaio 2009   | Spacewatch                |
| 573318 | 2009 BW196               | 25 gennaio 2009   | Spacewatch                |
| 573319 | 2009 BC197               | 28 gennaio 2009   | CSS                       |
| 573320 | 2009 BN197               | 25 gennaio 2009   | Spacewatch                |
| 573321 | 2009 BV198               | 26 agosto 2012    | Pan-STARRS                |
| 573322 | 2009 BS199               | 7 gennaio 2009    | Spacewatch                |
| 573323 | 2009 BC200               | 20 gennaio 2009   | Spacewatch                |
| 573324 | 2009 BR201               | 19 agosto 2001    | Cerro Tololo Obs.         |
| 573325 | 2009 BT202               | 2 settembre 2002  | Spacewatch                |
| 573326 | 2009 BM203               | 18 gennaio 2009   | Spacewatch                |
| 573327 | 2009 BG204               | 18 marzo 2013     | Spacewatch                |
| 573328 | 2009 BC205               | 21 gennaio 2009   | Mount Lemmon Survey       |
| 573329 | 2009 BT205               | 31 gennaio 2009   | Mount Lemmon Survey       |
| 573330 | 2009 BT206               | 18 gennaio 2009   | Spacewatch                |
| 573331 | 2009 BX206               | 16 gennaio 2009   | Mount Lemmon Survey       |
| 573332 | 2009 BW208               | 18 gennaio 2009   | Spacewatch                |
| 573333 | 2009 CP2                 | 2 febbraio 2009   | K. Černis, J. Zdanavičius |
| 573334 | 2009 CO4                 | 12 febbraio 2009  | F. Hormuth, J. C. Datson  |
| 573335 | 2009 CM10                | 18 gennaio 2009   | Spacewatch                |
| 573336 | 2009 CS11                | 9 ottobre 2007    | CSS                       |
| 573337 | 2009 CB12                | 28 agosto 2006    | Spacewatch                |
| 573338 | 2009 CM16                | 1 febbraio 2009   | Mount Lemmon Survey       |
| 573339 | 2009 CB17                | 1 febbraio 2009   | Mount Lemmon Survey       |
| 573340 | 2009 CN17                | 9 ottobre 2007    | CSS                       |
| 573341 | 2009 CV17                | 3 febbraio 2009   | Mount Lemmon Survey       |
| 573342 | 2009 CQ18                | 4 novembre 2007   | Spacewatch                |
| 573343 | 2009 CF20                | 15 gennaio 2009   | Spacewatch                |
| 573344 | 2009 CQ22                | 3 gennaio 2009    | Mount Lemmon Survey       |
| 573345 | 2009 CJ24                | 1 febbraio 2009   | Spacewatch                |
| 573346 | 2009 CE28                | 1 febbraio 2009   | Spacewatch                |
| 573347 | 2009 CL32                | 1 febbraio 2009   | Spacewatch                |
| 573348 | 2009 CU38                | 10 novembre 2004  | Spacewatch                |
| 573349 | 2009 CU42                | 2 gennaio 2009    | Spacewatch                |
| 573350 | 2009 CP50                | 31 gennaio 2009   | Mount Lemmon Survey       |
| 573351 | 2009 CF52                | 14 febbraio 2009  | Mount Lemmon Survey       |
| 573352 | 2009 CC65                | 3 febbraio 2009   | Spacewatch                |
| 573353 | 2009 CJ67                | 2 febbraio 2009   | Spacewatch                |
| 573354 | 2009 CC68                | 20 febbraio 2014  | Mount Lemmon Survey       |
| 573355 | 2009 CF69                | 3 febbraio 2009   | Spacewatch                |
| 573356 | 2009 CK69                | 4 febbraio 2009   | Mount Lemmon Survey       |
| 573357 | 2009 CY69                | 13 marzo 2013     | Mount Lemmon Survey       |
| 573358 | 2009 CR71                | 1 febbraio 2009   | CSS                       |
| 573359 | 2009 CS71                | 26 ottobre 2012   | Mount Lemmon Survey       |
| 573360 | 2009 CT71                | 2 febbraio 2009   | Spacewatch                |
| 573361 | 2009 CX71                | 14 febbraio 2009  | Spacewatch                |
| 573362 | 2009 CO72                | 2 febbraio 2009   | CSS                       |
| 573363 | 2009 CA73                | 12 marzo 2014     | Spacewatch                |
| 573364 | 2009 CF74                | 1 ottobre 2011    | Spacewatch                |
| 573365 | 2009 CA75                | 17 febbraio 2004  | Spacewatch                |
| 573366 | 2009 CU76                | 3 febbraio 2009   | Spacewatch                |
| 573367 | 2009 DN2                 | 16 febbraio 2009  | C. Rinner, F. Kugel       |
| 573368 | 2009 DD10                | 13 novembre 2007  | Mount Lemmon Survey       |
| 573369 | 2009 DK13                | 16 febbraio 2009  | Spacewatch                |
| 573370 | 2009 DT14                | 30 gennaio 2009   | Mount Lemmon Survey       |
| 573371 | 2009 DQ18                | 12 aprile 2004    | Spacewatch                |
| 573372 | 2009 DE22                | 29 gennaio 2009   | Spacewatch                |
| 573373 | 2009 DA26                | 15 marzo 2004     | Spacewatch                |
| 573374 | 2009 DF29                | 8 settembre 2000  | Spacewatch                |
| 573375 | 2009 DG29                | 23 febbraio 2009  | F. Hormuth                |
| 573376 | 2009 DR33                | 20 febbraio 2009  | Spacewatch                |
| 573377 | 2009 DV33                | 20 febbraio 2009  | Spacewatch                |
| 573378 | 2009 DD39                | 16 gennaio 2009   | Spacewatch                |
| 573379 | 2009 DC40                | 20 febbraio 2009  | C. Rinner, F. Kugel       |
| 573380 | 2009 DU43                | 26 febbraio 2009  | J. Hobart                 |
| 573381 | 2009 DP46                | 27 febbraio 2009  | K. Sárneczky              |
| 573382 | 2009 DU51                | 22 febbraio 2009  | Spacewatch                |
| 573383 | 2009 DN52                | 15 ottobre 2007   | Mount Lemmon Survey       |
| 573384 | 2009 DV53                | 1 febbraio 2009   | Mount Lemmon Survey       |
| 573385 | 2009 DB58                | 22 febbraio 2009  | Spacewatch                |
| 573386 | 2009 DF60                | 22 febbraio 2009  | Spacewatch                |
| 573387 | 2009 DM61                | 22 febbraio 2009  | Spacewatch                |
| 573388 | 2009 DR63                | 22 febbraio 2009  | Spacewatch                |
| 573389 | 2009 DJ66                | 3 febbraio 2009   | Spacewatch                |
| 573390 | 2009 DU72                | 18 gennaio 2004   | Spacewatch                |
| 573391 | 2009 DH73                | 25 febbraio 2009  | F. Hormuth                |
| 573392 | 2009 DL73                | 27 agosto 2006    | Spacewatch                |
| 573393 | 2009 DW73                | 26 febbraio 2009  | Spacewatch                |
| 573394 | 2009 DT74                | 26 febbraio 2009  | Spacewatch                |
| 573395 | 2009 DQ75                | 4 febbraio 2009   | CSS                       |
| 573396 | 2009 DX79                | 21 febbraio 2009  | Spacewatch                |
| 573397 | 2009 DM83                | 29 settembre 2005 | Mount Lemmon Survey       |
| 573398 | 2009 DB84                | 26 febbraio 2009  | Spacewatch                |
| 573399 | 2009 DP86                | 29 agosto 2006    | Spacewatch                |
| 573400 | 2009 DG87                | 8 maggio 2002     | LONEOS                    |

## 573401–573500
| Nome   | Designazione provvisoria | Data di scoperta  | Scopritore          |
| ------ | ------------------------ | ----------------- | ------------------- |
| 573401 | 2009 DW92                | 28 febbraio 2009  | Mount Lemmon Survey |
| 573402 | 2009 DQ97                | 26 febbraio 2009  | Spacewatch          |
| 573403 | 2009 DC98                | 22 febbraio 2009  | Spacewatch          |
| 573404 | 2009 DV100               | 26 febbraio 2009  | Spacewatch          |
| 573405 | 2009 DJ101               | 26 febbraio 2009  | Spacewatch          |
| 573406 | 2009 DK101               | 26 febbraio 2009  | Spacewatch          |
| 573407 | 2009 DE102               | 26 febbraio 2009  | Spacewatch          |
| 573408 | 2009 DJ102               | 7 ottobre 1996    | Spacewatch          |
| 573409 | 2009 DR103               | 26 febbraio 2009  | Mount Lemmon Survey |
| 573410 | 2009 DW105               | 26 febbraio 2009  | Spacewatch          |
| 573411 | 2009 DP115               | 4 febbraio 2009   | Mount Lemmon Survey |
| 573412 | 2009 DM120               | 19 febbraio 2009  | Spacewatch          |
| 573413 | 2009 DQ121               | 27 febbraio 2009  | Spacewatch          |
| 573414 | 2009 DF123               | 15 ottobre 2007   | Spacewatch          |
| 573415 | 2009 DK132               | 27 febbraio 2009  | Spacewatch          |
| 573416 | 2009 DX132               | 26 febbraio 2009  | Spacewatch          |
| 573417 | 2009 DM133               | 31 agosto 2005    | Spacewatch          |
| 573418 | 2009 DH141               | 20 febbraio 2009  | Spacewatch          |
| 573419 | 2009 DT142               | 21 febbraio 2009  | Spacewatch          |
| 573420 | 2009 DG144               | 17 gennaio 2009   | Mount Lemmon Survey |
| 573421 | 2009 DA145               | 20 febbraio 2009  | Spacewatch          |
| 573422 | 2009 DE146               | 19 settembre 2006 | CSS                 |
| 573423 | 2009 DT146               | 20 febbraio 2014  | Mount Lemmon Survey |
| 573424 | 2009 DX146               | 24 settembre 2011 | Mount Lemmon Survey |
| 573425 | 2009 DY146               | 26 febbraio 2014  | Pan-STARRS          |
| 573426 | 2009 DE148               | 9 gennaio 2014    | Mount Lemmon Survey |
| 573427 | 2009 DG148               | 20 febbraio 2009  | Spacewatch          |
| 573428 | 2009 DM148               | 21 febbraio 2009  | Spacewatch          |
| 573429 | 2009 DQ148               | 16 aprile 2013    | Pan-STARRS          |
| 573430 | 2009 DK149               | 13 maggio 2015    | Mount Lemmon Survey |
| 573431 | 2009 DM150               | 26 febbraio 2014  | CSS                 |
| 573432 | 2009 DY150               | 20 febbraio 2009  | Spacewatch          |
| 573433 | 2009 DF152               | 19 febbraio 2009  | Spacewatch          |
| 573434 | 2009 DL152               | 14 luglio 2016    | Pan-STARRS          |
| 573435 | 2009 DQ153               | 26 febbraio 2009  | Spacewatch          |
| 573436 | 2009 DY153               | 20 febbraio 2009  | Spacewatch          |
| 573437 | 2009 DJ154               | 28 febbraio 2009  | Spacewatch          |
| 573438 | 2009 DV156               | 28 febbraio 2009  | Mount Lemmon Survey |
| 573439 | 2009 EH2                 | 13 aprile 2004    | Spacewatch          |
| 573440 | 2009 EY5                 | 1 marzo 2009      | Spacewatch          |
| 573441 | 2009 EX6                 | 31 gennaio 2009   | Mount Lemmon Survey |
| 573442 | 2009 EO11                | 2 marzo 2009      | Mount Lemmon Survey |
| 573443 | 2009 ET16                | 15 marzo 2009     | Spacewatch          |
| 573444 | 2009 EH17                | 1 febbraio 2009   | Spacewatch          |
| 573445 | 2009 EG25                | 3 marzo 2009      | Mount Lemmon Survey |
| 573446 | 2009 EJ25                | 3 marzo 2009      | Spacewatch          |
| 573447 | 2009 EY29                | 28 gennaio 2004   | CSS                 |
| 573448 | 2009 EB30                | 1 marzo 2009      | Mount Lemmon Survey |
| 573449 | 2009 EA31                | 2 marzo 2009      | Mount Lemmon Survey |
| 573450 | 2009 EK32                | 6 luglio 2014     | Pan-STARRS          |
| 573451 | 2009 ED33                | 9 agosto 2016     | Pan-STARRS          |
| 573452 | 2009 EF33                | 23 aprile 2015    | Pan-STARRS          |
| 573453 | 2009 EM33                | 15 agosto 2017    | Pan-STARRS          |
| 573454 | 2009 EU33                | 28 luglio 2011    | L. H. Wasserman     |
| 573455 | 2009 EY33                | 17 novembre 2011  | Mount Lemmon Survey |
| 573456 | 2009 EE34                | 28 marzo 2015     | Pan-STARRS          |
| 573457 | 2009 EM34                | 17 luglio 2013    | Pan-STARRS          |
| 573458 | 2009 EN34                | 22 febbraio 2009  | Spacewatch          |
| 573459 | 2009 EQ35                | 1 agosto 2017     | Pan-STARRS          |
| 573460 | 2009 EA36                | 7 gennaio 2014    | Mount Lemmon Survey |
| 573461 | 2009 EG37                | 30 dicembre 2013  | Mount Lemmon Survey |
| 573462 | 2009 EJ37                | 11 agosto 2016    | Pan-STARRS          |
| 573463 | 2009 EK37                | 18 ottobre 2012   | Pan-STARRS          |
| 573464 | 2009 ES38                | 2 marzo 2009      | Mount Lemmon Survey |
| 573465 | 2009 EY38                | 3 marzo 2009      | Mount Lemmon Survey |
| 573466 | 2009 EA39                | 1 marzo 2009      | Spacewatch          |
| 573467 | 2009 ED39                | 1 marzo 2009      | Spacewatch          |
| 573468 | 2009 ED40                | 1 marzo 2009      | Spacewatch          |
| 573469 | 2009 ED41                | 3 marzo 2009      | Spacewatch          |
| 573470 | 2009 FN                  | 16 marzo 2009     | L. A. Molnar        |
| 573471 | 2009 FM4                 | 21 settembre 2001 | SDSS Collaboration  |
| 573472 | 2009 FK5                 | 4 dicembre 2007   | Mount Lemmon Survey |
| 573473 | 2009 FK12                | 3 marzo 2009      | Mount Lemmon Survey |
| 573474 | 2009 FG13                | 3 marzo 2009      | Mount Lemmon Survey |
| 573475 | 2009 FQ26                | 20 aprile 2004    | Spacewatch          |
| 573476 | 2009 FF28                | 22 marzo 2009     | CSS                 |
| 573477 | 2009 FD40                | 28 marzo 2009     | Spacewatch          |
| 573478 | 2009 FY43                | 29 marzo 2009     | W. Bickel           |
| 573479 | 2009 FE48                | 18 agosto 2006    | Spacewatch          |
| 573480 | 2009 FL50                | 2 gennaio 2009    | Spacewatch          |
| 573481 | 2009 FO51                | 22 ottobre 1995   | Spacewatch          |
| 573482 | 2009 FB52                | 28 marzo 2009     | Mount Lemmon Survey |
| 573483 | 2009 FL52                | 28 marzo 2009     | Mount Lemmon Survey |
| 573484 | 2009 FO52                | 10 settembre 2007 | Mount Lemmon Survey |
| 573485 | 2009 FA53                | 19 febbraio 2009  | CSS                 |
| 573486 | 2009 FD57                | 26 febbraio 2009  | CSS                 |
| 573487 | 2009 FC63                | 28 marzo 2009     | Spacewatch          |
| 573488 | 2009 FK69                | 24 novembre 2000  | Spacewatch          |
| 573489 | 2009 FC72                | 17 marzo 2009     | Spacewatch          |
| 573490 | 2009 FQ74                | 18 marzo 2009     | LINEAR              |
| 573491 | 2009 FM76                | 3 marzo 2005      | CSS                 |
| 573492 | 2009 FQ80                | 11 maggio 2015    | Mount Lemmon Survey |
| 573493 | 2009 FU80                | 12 giugno 2005    | Spacewatch          |
| 573494 | 2009 FK81                | 12 dicembre 2012  | Mount Lemmon Survey |
| 573495 | 2009 FL81                | 21 marzo 2015     | Pan-STARRS          |
| 573496 | 2009 FY81                | 28 marzo 2009     | Spacewatch          |
| 573497 | 2009 FC83                | 11 marzo 2014     | Mount Lemmon Survey |
| 573498 | 2009 FH83                | 28 marzo 2009     | Spacewatch          |
| 573499 | 2009 FD84                | 11 giugno 2015    | Pan-STARRS          |
| 573500 | 2009 FG84                | 17 marzo 2009     | Spacewatch          |

## 573501–573600
| Nome   | Designazione provvisoria | Data di scoperta  | Scopritore                        |
| ------ | ------------------------ | ----------------- | --------------------------------- |
| 573501 | 2009 FR84                | 4 aprile 2015     | Pan-STARRS                        |
| 573502 | 2009 FW84                | 21 marzo 2009     | Spacewatch                        |
| 573503 | 2009 FZ84                | 26 marzo 2009     | Mount Lemmon Survey               |
| 573504 | 2009 FU86                | 26 febbraio 2014  | Pan-STARRS                        |
| 573505 | 2009 FY86                | 26 febbraio 2014  | Pan-STARRS                        |
| 573506 | 2009 FV87                | 10 agosto 2016    | Pan-STARRS                        |
| 573507 | 2009 FK89                | 16 ottobre 2012   | Mount Lemmon Survey               |
| 573508 | 2009 FL89                | 4 settembre 2011  | Spacewatch                        |
| 573509 | 2009 FE90                | 28 agosto 2006    | Spacewatch                        |
| 573510 | 2009 FN90                | 19 marzo 2009     | Spacewatch                        |
| 573511 | 2009 FS90                | 19 marzo 2009     | Spacewatch                        |
| 573512 | 2009 FB94                | 19 marzo 2009     | Mount Lemmon Survey               |
| 573513 | 2009 GF2                 | 23 novembre 2008  | Mount Lemmon Survey               |
| 573514 | 2009 GT4                 | 3 aprile 2009     | Complesso astronomico El Leoncito |
| 573515 | 2009 GX6                 | 26 febbraio 2014  | Pan-STARRS                        |
| 573516 | 2009 GZ6                 | 22 novembre 2012  | Spacewatch                        |
| 573517 | 2009 GL7                 | 2 aprile 2009     | Mount Lemmon Survey               |
| 573518 | 2009 GT7                 | 29 marzo 2009     | Spacewatch                        |
| 573519 | 2009 GH8                 | 18 marzo 2009     | Spacewatch                        |
| 573520 | 2009 GQ8                 | 1 aprile 2009     | Mount Lemmon Survey               |
| 573521 | 2009 GV8                 | 1 aprile 2009     | Mount Lemmon Survey               |
| 573522 | 2009 GB9                 | 2 aprile 2009     | Spacewatch                        |
| 573523 | 2009 GG9                 | 2 aprile 2009     | Spacewatch                        |
| 573524 | 2009 GL9                 | 2 aprile 2009     | Spacewatch                        |
| 573525 | 2009 GS9                 | 2 aprile 2009     | Spacewatch                        |
| 573526 | 2009 GT9                 | 1 aprile 2009     | Mount Lemmon Survey               |
| 573527 | 2009 HZ3                 | 17 aprile 2009    | Spacewatch                        |
| 573528 | 2009 HG5                 | 17 aprile 2009    | Spacewatch                        |
| 573529 | 2009 HH6                 | 17 aprile 2009    | Spacewatch                        |
| 573530 | 2009 HP7                 | 2 aprile 2009     | Spacewatch                        |
| 573531 | 2009 HU8                 | 17 aprile 2009    | Mount Lemmon Survey               |
| 573532 | 2009 HX9                 | 18 aprile 2009    | Spacewatch                        |
| 573533 | 2009 HP10                | 13 settembre 2007 | Mount Lemmon Survey               |
| 573534 | 2009 HQ15                | 18 aprile 2009    | Spacewatch                        |
| 573535 | 2009 HP16                | 18 aprile 2009    | Spacewatch                        |
| 573536 | 2009 HB17                | 16 marzo 2009     | Spacewatch                        |
| 573537 | 2009 HS17                | 15 novembre 2006  | CSS                               |
| 573538 | 2009 HW17                | 2 aprile 2009     | Mount Lemmon Survey               |
| 573539 | 2009 HA22                | 17 aprile 2009    | Spacewatch                        |
| 573540 | 2009 HR22                | 31 luglio 2005    | NEAT                              |
| 573541 | 2009 HP24                | 17 aprile 2009    | Spacewatch                        |
| 573542 | 2009 HM25                | 17 aprile 2009    | Spacewatch                        |
| 573543 | 2009 HY25                | 18 aprile 2009    | Spacewatch                        |
| 573544 | 2009 HX27                | 16 ottobre 2006   | Spacewatch                        |
| 573545 | 2009 HH31                | 2 febbraio 2008   | Mount Lemmon Survey               |
| 573546 | 2009 HR31                | 19 aprile 2009    | Spacewatch                        |
| 573547 | 2009 HS33                | 19 aprile 2009    | Mount Lemmon Survey               |
| 573548 | 2009 HR35                | 10 febbraio 2008  | Mount Lemmon Survey               |
| 573549 | 2009 HW37                | 24 marzo 2009     | Mount Lemmon Survey               |
| 573550 | 2009 HO38                | 28 agosto 2005    | SSS                               |
| 573551 | 2009 HW39                | 20 febbraio 2009  | Spacewatch                        |
| 573552 | 2009 HC41                | 20 aprile 2009    | Spacewatch                        |
| 573553 | 2009 HL43                | 20 aprile 2009    | Spacewatch                        |
| 573554 | 2009 HE47                | 18 aprile 2009    | Spacewatch                        |
| 573555 | 2009 HD48                | 19 aprile 2009    | Spacewatch                        |
| 573556 | 2009 HK48                | 19 aprile 2009    | Spacewatch                        |
| 573557 | 2009 HJ49                | 21 ottobre 2006   | Mount Lemmon Survey               |
| 573558 | 2009 HB51                | 21 aprile 2009    | Mount Lemmon Survey               |
| 573559 | 2009 HD51                | 19 maggio 2004    | Spacewatch                        |
| 573560 | 2009 HM51                | 21 aprile 2009    | Spacewatch                        |
| 573561 | 2009 HA52                | 9 febbraio 2005   | Mount Lemmon Survey               |
| 573562 | 2009 HB55                | 20 aprile 2009    | Spacewatch                        |
| 573563 | 2009 HH60                | 21 aprile 2009    | Mount Lemmon Survey               |
| 573564 | 2009 HB61                | 18 ottobre 2001   | Spacewatch                        |
| 573565 | 2009 HO62                | 21 marzo 2009     | Spacewatch                        |
| 573566 | 2009 HW62                | 22 aprile 2009    | Mount Lemmon Survey               |
| 573567 | 2009 HV70                | 31 marzo 2009     | Spacewatch                        |
| 573568 | 2009 HC71                | 22 aprile 2009    | Mount Lemmon Survey               |
| 573569 | 2009 HM80                | 28 aprile 2009    | CSS                               |
| 573570 | 2009 HA82                | 26 aprile 2009    | Complesso astronomico El Leoncito |
| 573571 | 2009 HB83                | 2 aprile 2009     | Spacewatch                        |
| 573572 | 2009 HS83                | 28 agosto 2006    | CSS                               |
| 573573 | 2009 HR86                | 29 marzo 2009     | Spacewatch                        |
| 573574 | 2009 HV86                | 24 marzo 2009     | Mount Lemmon Survey               |
| 573575 | 2009 HD88                | 30 aprile 2009    | Spacewatch                        |
| 573576 | 2009 HR90                | 20 aprile 2009    | Mount Lemmon Survey               |
| 573577 | 2009 HX94                | 29 aprile 2009    | Complesso astronomico El Leoncito |
| 573578 | 2009 HA95                | 29 aprile 2009    | Complesso astronomico El Leoncito |
| 573579 | 2009 HG96                | 22 aprile 2009    | Spacewatch                        |
| 573580 | 2009 HE97                | 20 aprile 2009    | Mount Lemmon Survey               |
| 573581 | 2009 HM98                | 22 aprile 2009    | Mount Lemmon Survey               |
| 573582 | 2009 HC109               | 1 aprile 2003     | SDSS Collaboration                |
| 573583 | 2009 HV109               | 11 febbraio 2014  | Mount Lemmon Survey               |
| 573584 | 2009 HF110               | 22 maggio 2015    | Pan-STARRS                        |
| 573585 | 2009 HO110               | 11 novembre 2007  | Mount Lemmon Survey               |
| 573586 | 2009 HE111               | 7 novembre 2012   | Mount Lemmon Survey               |
| 573587 | 2009 HS111               | 10 aprile 2014    | Pan-STARRS                        |
| 573588 | 2009 HV111               | 6 settembre 2016  | Pan-STARRS                        |
| 573589 | 2009 HZ111               | 5 ottobre 2013    | Pan-STARRS                        |
| 573590 | 2009 HD112               | 30 luglio 2016    | Pan-STARRS                        |
| 573591 | 2009 HX112               | 5 maggio 2003     | Spacewatch                        |
| 573592 | 2009 HL113               | 18 giugno 2015    | Pan-STARRS                        |
| 573593 | 2009 HF114               | 18 aprile 2009    | Mount Lemmon Survey               |
| 573594 | 2009 HL117               | 4 marzo 2014      | ESA OGS                           |
| 573595 | 2009 HY117               | 5 aprile 2014     | Pan-STARRS                        |
| 573596 | 2009 HE118               | 8 maggio 2013     | Pan-STARRS                        |
| 573597 | 2009 HL118               | 18 gennaio 2016   | Pan-STARRS                        |
| 573598 | 2009 HB119               | 22 aprile 2009    | Mount Lemmon Survey               |
| 573599 | 2009 HD121               | 30 aprile 2009    | Spacewatch                        |
| 573600 | 2009 HK121               | 21 aprile 2009    | Spacewatch                        |

## 573601–573700
| Nome   | Designazione provvisoria | Data di scoperta  | Scopritore                   |
| ------ | ------------------------ | ----------------- | ---------------------------- |
| 573601 | 2009 HL121               | 21 aprile 2009    | Mount Lemmon Survey          |
| 573602 | 2009 HM121               | 24 aprile 2009    | Mount Lemmon Survey          |
| 573603 | 2009 HR121               | 17 aprile 2009    | Spacewatch                   |
| 573604 | 2009 HS121               | 30 aprile 2009    | Mount Lemmon Survey          |
| 573605 | 2009 HQ122               | 27 aprile 2009    | Mount Lemmon Survey          |
| 573606 | 2009 HE123               | 20 aprile 2009    | Mount Lemmon Survey          |
| 573607 | 2009 HF123               | 30 aprile 2009    | Spacewatch                   |
| 573608 | 2009 HG123               | 18 aprile 2009    | Mount Lemmon Survey          |
| 573609 | 2009 HK123               | 28 aprile 2009    | Spacewatch                   |
| 573610 | 2009 HL123               | 21 aprile 2009    | Mount Lemmon Survey          |
| 573611 | 2009 HF124               | 22 aprile 2009    | Mount Lemmon Survey          |
| 573612 | 2009 HP124               | 19 aprile 2009    | Spacewatch                   |
| 573613 | 2009 JY7                 | 10 marzo 2005     | Mount Lemmon Survey          |
| 573614 | 2009 JD8                 | 4 maggio 2009     | Mount Lemmon Survey          |
| 573615 | 2009 JR10                | 19 novembre 2007  | Spacewatch                   |
| 573616 | 2009 JS14                | 8 marzo 2003      | LONEOS                       |
| 573617 | 2009 JK16                | 14 maggio 2009    | Mount Lemmon Survey          |
| 573618 | 2009 JR19                | 21 dicembre 2012  | Mount Lemmon Survey          |
| 573619 | 2009 JV20                | 28 febbraio 2014  | C. Rinner                    |
| 573620 | 2009 JL21                | 11 dicembre 2012  | Mount Lemmon Survey          |
| 573621 | 2009 JQ21                | 12 dicembre 2012  | Spacewatch                   |
| 573622 | 2009 JR21                | 1 maggio 2009     | Spacewatch                   |
| 573623 | 2009 JZ21                | 4 maggio 2009     | Mount Lemmon Survey          |
| 573624 | 2009 JC22                | 1 maggio 2009     | Mount Lemmon Survey          |
| 573625 | 2009 JN22                | 15 maggio 2009    | Spacewatch                   |
| 573626 | 2009 JO22                | 2 maggio 2009     | Mount Lemmon Survey          |
| 573627 | 2009 KM8                 | 24 aprile 2009    | Spacewatch                   |
| 573628 | 2009 KQ9                 | 25 maggio 2009    | Spacewatch                   |
| 573629 | 2009 KX10                | 25 maggio 2009    | Spacewatch                   |
| 573630 | 2009 KS12                | 25 maggio 2009    | Spacewatch                   |
| 573631 | 2009 KA15                | 8 agosto 2004     | NEAT                         |
| 573632 | 2009 KW15                | 1 ottobre 2005    | Mount Lemmon Survey          |
| 573633 | 2009 KW20                | 29 maggio 2009    | Mount Lemmon Survey          |
| 573634 | 2009 KG26                | 18 maggio 2009    | Mount Lemmon Survey          |
| 573635 | 2009 KE27                | 30 maggio 2009    | Mount Lemmon Survey          |
| 573636 | 2009 KL37                | 3 febbraio 2003   | NEAT                         |
| 573637 | 2009 KU40                | 30 maggio 2009    | Mount Lemmon Survey          |
| 573638 | 2009 KX41                | 31 marzo 2009     | Mount Lemmon Survey          |
| 573639 | 2009 KD42                | 16 maggio 2009    | Spacewatch                   |
| 573640 | 2009 KF42                | 8 marzo 2014      | Mount Lemmon Survey          |
| 573641 | 2009 KJ42                | 5 aprile 2014     | Pan-STARRS                   |
| 573642 | 2009 KY42                | 18 maggio 2009    | Mount Lemmon Survey          |
| 573643 | 2009 KZ42                | 24 maggio 2009    | Mount Lemmon Survey          |
| 573644 | 2009 KA43                | 17 maggio 2009    | Mount Lemmon Survey          |
| 573645 | 2009 LR1                 | 24 aprile 2009    | Spacewatch                   |
| 573646 | 2009 LD4                 | 1 maggio 2009     | Mount Lemmon Survey          |
| 573647 | 2009 LM5                 | 14 giugno 2009    | Spacewatch                   |
| 573648 | 2009 MK3                 | 9 febbraio 2008   | Spacewatch                   |
| 573649 | 2009 MT4                 | 21 giugno 2009    | Mount Lemmon Survey          |
| 573650 | 2009 MM5                 | 17 gennaio 2007   | Spacewatch                   |
| 573651 | 2009 MF6                 | 9 febbraio 2008   | Spacewatch                   |
| 573652 | 2009 MR10                | 13 dicembre 2012  | M. Schwartz, P. R. Holvorcem |
| 573653 | 2009 MV10                | 16 gennaio 2011   | Mount Lemmon Survey          |
| 573654 | 2009 MB11                | 15 febbraio 2013  | Pan-STARRS                   |
| 573655 | 2009 MH11                | 12 gennaio 2016   | Pan-STARRS                   |
| 573656 | 2009 MZ11                | 25 novembre 2011  | Pan-STARRS                   |
| 573657 | 2009 MF12                | 5 novembre 2010   | Mount Lemmon Survey          |
| 573658 | 2009 MJ12                | 26 ottobre 2011   | Pan-STARRS                   |
| 573659 | 2009 MN12                | 16 giugno 2009    | Mount Lemmon Survey          |
| 573660 | 2009 NL2                 | 27 agosto 2005    | NEAT                         |
| 573661 | 2009 OM5                 | 25 luglio 2009    | P. Kocher                    |
| 573662 | 2009 OK12                | 27 luglio 2009    | Spacewatch                   |
| 573663 | 2009 OQ12                | 27 luglio 2009    | Spacewatch                   |
| 573664 | 2009 OC16                | 28 luglio 2009    | Spacewatch                   |
| 573665 | 2009 OH18                | 25 agosto 2004    | Spacewatch                   |
| 573666 | 2009 OL19                | 28 luglio 2009    | Spacewatch                   |
| 573667 | 2009 OP20                | 19 settembre 2001 | SDSS Collaboration           |
| 573668 | 2009 OV21                | 29 luglio 2009    | Spacewatch                   |
| 573669 | 2009 OU25                | 30 gennaio 2011   | Pan-STARRS                   |
| 573670 | 2009 OF26                | 7 novembre 2013   | Mount Lemmon Survey          |
| 573671 | 2009 OG26                | 23 luglio 2015    | Pan-STARRS                   |
| 573672 | 2009 OD27                | 27 aprile 2012    | Pan-STARRS                   |
| 573673 | 2009 OU28                | 29 luglio 2009    | Spacewatch                   |
| 573674 | 2009 PQ9                 | 2 maggio 2008     | W. Bickel                    |
| 573675 | 2009 PN22                | 15 agosto 2009    | Spacewatch                   |
| 573676 | 2009 PR23                | 15 agosto 2009    | Spacewatch                   |
| 573677 | 2009 QZ4                 | 30 luglio 2005    | NEAT                         |
| 573678 | 2009 QS15                | 19 febbraio 2001  | Spacewatch                   |
| 573679 | 2009 QP20                | 19 agosto 2009    | Spacewatch                   |
| 573680 | 2009 QR43                | 27 agosto 2009    | Spacewatch                   |
| 573681 | 2009 QP44                | 27 agosto 2009    | Spacewatch                   |
| 573682 | 2009 QY52                | 27 agosto 2009    | Spacewatch                   |
| 573683 | 2009 QE61                | 26 agosto 2005    | A. Boattini                  |
| 573684 | 2009 QC64                | 18 agosto 2009    | Spacewatch                   |
| 573685 | 2009 QU66                | 10 dicembre 2014  | Mount Lemmon Survey          |
| 573686 | 2009 QE67                | 16 agosto 2009    | Spacewatch                   |
| 573687 | 2009 QH69                | 19 gennaio 2012   | Pan-STARRS                   |
| 573688 | 2009 QX76                | 17 agosto 2009    | Spacewatch                   |
| 573689 | 2009 RC4                 | 12 settembre 2009 | K. Sárneczky                 |
| 573690 | 2009 RZ9                 | 12 settembre 2009 | Spacewatch                   |
| 573691 | 2009 RU13                | 12 settembre 2009 | Spacewatch                   |
| 573692 | 2009 RA17                | 12 settembre 2009 | Spacewatch                   |
| 573693 | 2009 RS19                | 14 settembre 2009 | J. Hobart                    |
| 573694 | 2009 RX19                | 14 settembre 2009 | CSS                          |
| 573695 | 2009 RB31                | 24 ottobre 2005   | Spacewatch                   |
| 573696 | 2009 RL31                | 14 settembre 2009 | Spacewatch                   |
| 573697 | 2009 RU31                | 14 settembre 2009 | Spacewatch                   |
| 573698 | 2009 RM35                | 28 agosto 2000    | R. Millis, L. H. Wasserman   |
| 573699 | 2009 RN39                | 11 aprile 2008    | Spacewatch                   |
| 573700 | 2009 RB40                | 15 settembre 2009 | Spacewatch                   |

## 573701–573800
| Nome           | Designazione provvisoria | Data di scoperta  | Scopritore                   |
| -------------- | ------------------------ | ----------------- | ---------------------------- |
| 573701         | 2009 RX43                | 25 aprile 2004    | Spacewatch                   |
| 573702         | 2009 RF48                | 15 settembre 2009 | Spacewatch                   |
| 573703         | 2009 RR54                | 1 aprile 2003     | M. W. Buie, A. B. Jordan     |
| 573704         | 2009 RL68                | 15 settembre 2009 | Spacewatch                   |
| 573705         | 2009 RW69                | 15 settembre 2009 | Spacewatch                   |
| 573706         | 2009 RA70                | 27 ottobre 2003   | Spacewatch                   |
| 573707         | 2009 RT75                | 15 settembre 2009 | Spacewatch                   |
| 573708         | 2009 RE80                | 15 settembre 2009 | Spacewatch                   |
| 573709         | 2009 SA3                 | 16 settembre 2009 | Spacewatch                   |
| 573710         | 2009 SK3                 | 16 settembre 2009 | Spacewatch                   |
| 573711         | 2009 SO6                 | 18 agosto 2009    | Spacewatch                   |
| 573712         | 2009 SG11                | 1 ottobre 2005    | Spacewatch                   |
| 573713         | 2009 SP11                | 28 agosto 2009    | Spacewatch                   |
| 573714         | 2009 ST12                | 15 agosto 2009    | Spacewatch                   |
| 573715         | 2009 SZ24                | 17 agosto 2009    | Spacewatch                   |
| 573716         | 2009 SV25                | 26 aprile 2003    | Spacewatch                   |
| 573717         | 2009 SM27                | 16 settembre 2009 | Spacewatch                   |
| 573718         | 2009 SL34                | 16 settembre 2009 | Spacewatch                   |
| 573719         | 2009 SA42                | 15 agosto 2009    | Spacewatch                   |
| 573720         | 2009 SR42                | 16 settembre 2009 | Spacewatch                   |
| 573721         | 2009 SS44                | 26 marzo 2007     | Mount Lemmon Survey          |
| 573722         | 2009 SK49                | 17 settembre 2009 | Spacewatch                   |
| 573723         | 2009 SK62                | 7 ottobre 2005    | Spacewatch                   |
| 573724         | 2009 SR63                | 17 settembre 2009 | Mount Lemmon Survey          |
| 573725         | 2009 SC78                | 29 luglio 2009    | Spacewatch                   |
| 573726         | 2009 SW78                | 28 agosto 2000    | R. Millis, L. H. Wasserman   |
| 573727         | 2009 SQ80                | 23 febbraio 2007  | Mount Lemmon Survey          |
| 573728         | 2009 SS89                | 18 settembre 2009 | Mount Lemmon Survey          |
| 573729         | 2009 SW94                | 14 settembre 2005 | Spacewatch                   |
| 573730         | 2009 SK98                | 14 novembre 2003  | NEAT                         |
| 573731 Matsnev | 2009 SE101               | 23 settembre 2009 | T. V. Kryachko, B. Satovskij |
| 573732         | 2009 SR106               | 16 settembre 2009 | Mount Lemmon Survey          |
| 573733         | 2009 SD119               | 19 novembre 2003  | Spacewatch                   |
| 573734         | 2009 SY123               | 18 settembre 2009 | Spacewatch                   |
| 573735         | 2009 SE151               | 20 settembre 2003 | Spacewatch                   |
| 573736         | 2009 SK153               | 15 agosto 2009    | Spacewatch                   |
| 573737         | 2009 SL157               | 21 ottobre 2006   | Spacewatch                   |
| 573738         | 2009 SM160               | 20 settembre 2009 | Spacewatch                   |
| 573739         | 2009 SG165               | 27 luglio 2009    | Spacewatch                   |
| 573740         | 2009 SM172               | 25 settembre 2005 | Spacewatch                   |
| 573741         | 2009 SO175               | 18 luglio 2004    | LINEAR                       |
| 573742         | 2009 SB177               | 20 settembre 2009 | Spacewatch                   |
| 573743         | 2009 SZ179               | 25 ottobre 2005   | Spacewatch                   |
| 573744         | 2009 SA190               | 22 settembre 2009 | Spacewatch                   |
| 573745         | 2009 ST193               | 29 settembre 2005 | Spacewatch                   |
| 573746         | 2009 SZ193               | 22 settembre 2009 | Spacewatch                   |
| 573747         | 2009 SW195               | 4 ottobre 2005    | Mount Lemmon Survey          |
| 573748         | 2009 SS200               | 2 settembre 2005  | NEAT                         |
| 573749         | 2009 SW208               | 23 settembre 2009 | Spacewatch                   |
| 573750         | 2009 SP210               | 23 settembre 2009 | Spacewatch                   |
| 573751         | 2009 SJ220               | 24 gennaio 2007   | Mount Lemmon Survey          |
| 573752         | 2009 SQ223               | 27 gennaio 2007   | Spacewatch                   |
| 573753         | 2009 SL228               | 7 aprile 2003     | Spacewatch                   |
| 573754         | 2009 SK236               | 30 ottobre 2005   | Spacewatch                   |
| 573755         | 2009 SB247               | 18 settembre 2009 | Spacewatch                   |
| 573756         | 2009 SX256               | 29 agosto 2009    | Spacewatch                   |
| 573757         | 2009 SG258               | 22 settembre 2003 | Spacewatch                   |
| 573758         | 2009 SF266               | 23 febbraio 2007  | Spacewatch                   |
| 573759 Rocheva | 2009 SV267               | 17 settembre 2009 | T. V. Kryachko, B. Satovskij |
| 573760         | 2009 SM269               | 13 marzo 2003     | Spacewatch                   |
| 573761         | 2009 SW282               | 17 settembre 2009 | Spacewatch                   |
| 573762         | 2009 SE284               | 21 ottobre 2001   | Spacewatch                   |
| 573763         | 2009 SC286               | 27 agosto 2009    | Spacewatch                   |
| 573764         | 2009 SD292               | 28 ottobre 2005   | Mount Lemmon Survey          |
| 573765         | 2009 SP302               | 16 settembre 2009 | Spacewatch                   |
| 573766         | 2009 SC304               | 16 settembre 2009 | Spacewatch                   |
| 573767         | 2009 SN323               | 23 settembre 2009 | Mount Lemmon Survey          |
| 573768         | 2009 SM326               | 26 marzo 2007     | Mount Lemmon Survey          |
| 573769         | 2009 SV327               | 26 ottobre 2005   | Spacewatch                   |
| 573770         | 2009 SO360               | 29 settembre 2009 | Mount Lemmon Survey          |
| 573771         | 2009 SV366               | 27 dicembre 2005  | Mount Lemmon Survey          |
| 573772         | 2009 SR373               | 18 settembre 2009 | CSS                          |
| 573773         | 2009 SY374               | 29 agosto 2009    | Spacewatch                   |
| 573774         | 2009 SY375               | 14 marzo 2016     | Pan-STARRS                   |
| 573775         | 2009 SF376               | 13 maggio 2013    | Mount Lemmon Survey          |
| 573776         | 2009 SG376               | 15 gennaio 2015   | Pan-STARRS                   |
| 573777         | 2009 SF377               | 15 dicembre 2014  | Mount Lemmon Survey          |
| 573778         | 2009 SE378               | 12 ottobre 2016   | Mount Lemmon Survey          |
| 573779         | 2009 SB379               | 16 marzo 2016     | Mount Lemmon Survey          |
| 573780         | 2009 SH379               | 15 agosto 2013    | Pan-STARRS                   |
| 573781         | 2009 SL379               | 28 settembre 2009 | Mount Lemmon Survey          |
| 573782         | 2009 SO379               | 23 febbraio 2012  | Mount Lemmon Survey          |
| 573783         | 2009 SQ380               | 28 settembre 2009 | Spacewatch                   |
| 573784         | 2009 ST380               | 27 settembre 2009 | Spacewatch                   |
| 573785         | 2009 SE383               | 10 aprile 2013    | Pan-STARRS                   |
| 573786         | 2009 SS383               | 1 settembre 2014  | Spacewatch                   |
| 573787         | 2009 SU383               | 19 settembre 2009 | Mount Lemmon Survey          |
| 573788         | 2009 SK385               | 17 marzo 2012     | Mount Lemmon Survey          |
| 573789         | 2009 SU386               | 17 settembre 2009 | Spacewatch                   |
| 573790         | 2009 SR389               | 13 dicembre 2010  | Spacewatch                   |
| 573791         | 2009 SK398               | 16 settembre 2009 | Spacewatch                   |
| 573792         | 2009 SD399               | 28 settembre 2009 | Mount Lemmon Survey          |
| 573793         | 2009 SG399               | 20 settembre 2009 | Spacewatch                   |
| 573794         | 2009 SO399               | 29 settembre 2009 | Mount Lemmon Survey          |
| 573795         | 2009 SR399               | 28 settembre 2009 | Mount Lemmon Survey          |
| 573796         | 2009 SW399               | 27 settembre 2009 | Mount Lemmon Survey          |
| 573797         | 2009 SL400               | 28 settembre 2009 | Mount Lemmon Survey          |
| 573798         | 2009 SV409               | 27 settembre 2009 | Spacewatch                   |
| 573799         | 2009 SD414               | 27 settembre 2009 | Spacewatch                   |
| 573800         | 2009 TP4                 | 12 ottobre 2009   | P. Kocher                    |

## 573801–573900
| Nome                 | Designazione provvisoria | Data di scoperta  | Scopritore                          |
| -------------------- | ------------------------ | ----------------- | ----------------------------------- |
| 573801               | 2009 TB12                | 14 ottobre 2009   | W. Bickel                           |
| 573802               | 2009 TF28                | 6 ottobre 2002    | NEAT                                |
| 573803               | 2009 TE30                | 29 ottobre 2005   | Spacewatch                          |
| 573804               | 2009 TK37                | 29 settembre 2009 | Mount Lemmon Survey                 |
| 573805               | 2009 TC52                | 15 ottobre 2009   | Mount Lemmon Survey                 |
| 573806               | 2009 TF52                | 16 maggio 2012    | Mount Lemmon Survey                 |
| 573807               | 2009 TR52                | 2 marzo 2016      | Spacewatch                          |
| 573808               | 2009 TR53                | 1 ottobre 2009    | Mount Lemmon Survey                 |
| 573809               | 2009 TS53                | 29 novembre 2014  | Mount Lemmon Survey                 |
| 573810               | 2009 TF56                | 15 ottobre 2009   | Mount Lemmon Survey                 |
| 573811               | 2009 UC1                 | 18 settembre 2009 | Mount Lemmon Survey                 |
| 573812               | 2009 UY3                 | 17 ottobre 2009   | CSS                                 |
| 573813               | 2009 UK7                 | 16 ottobre 2009   | Mount Lemmon Survey                 |
| 573814 Sergeyzvyagin | 2009 UO14                | 19 ottobre 2009   | T. V. Kryachko, B. Satovskij        |
| 573815               | 2009 UE17                | 22 ottobre 2009   | Mount Lemmon Survey                 |
| 573816               | 2009 UU17                | 24 settembre 2009 | J. Vales                            |
| 573817               | 2009 UF18                | 15 ottobre 2009   | Spacewatch                          |
| 573818               | 2009 UB27                | 21 ottobre 2009   | CSS                                 |
| 573819               | 2009 UW30                | 18 ottobre 2009   | Mount Lemmon Survey                 |
| 573820               | 2009 UE31                | 18 ottobre 2009   | Mount Lemmon Survey                 |
| 573821               | 2009 UW31                | 1 aprile 2003     | NEAT                                |
| 573822               | 2009 UQ32                | 22 settembre 2009 | Mount Lemmon Survey                 |
| 573823               | 2009 UV42                | 18 ottobre 2009   | Mount Lemmon Survey                 |
| 573824               | 2009 UK50                | 26 gennaio 2007   | Spacewatch                          |
| 573825               | 2009 UK53                | 14 settembre 2009 | Spacewatch                          |
| 573826               | 2009 UB56                | 30 ottobre 2005   | Mount Lemmon Survey                 |
| 573827               | 2009 UQ56                | 23 ottobre 2009   | Mount Lemmon Survey                 |
| 573828               | 2009 UX65                | 17 ottobre 2009   | Mount Lemmon Survey                 |
| 573829               | 2009 UX67                | 29 settembre 2009 | Spacewatch                          |
| 573830               | 2009 UT74                | 16 settembre 2009 | Spacewatch                          |
| 573831               | 2009 UQ76                | 18 settembre 2009 | Spacewatch                          |
| 573832               | 2009 US83                | 22 gennaio 2006   | Mount Lemmon Survey                 |
| 573833               | 2009 UY101               | 24 ottobre 2009   | CSS                                 |
| 573834               | 2009 UT105               | 21 ottobre 2009   | Mount Lemmon Survey                 |
| 573835               | 2009 UW105               | 21 ottobre 2009   | Mount Lemmon Survey                 |
| 573836               | 2009 UU106               | 22 ottobre 2009   | Mount Lemmon Survey                 |
| 573837               | 2009 UW111               | 24 ottobre 2009   | Spacewatch                          |
| 573838               | 2009 UP128               | 16 settembre 2009 | Spacewatch                          |
| 573839               | 2009 UY133               | 22 ottobre 2009   | Mount Lemmon Survey                 |
| 573840               | 2009 UP134               | 23 ottobre 2009   | Mount Lemmon Survey                 |
| 573841               | 2009 UD142               | 9 ottobre 2008    | Mount Lemmon Survey                 |
| 573842               | 2009 UC155               | 26 ottobre 2009   | Mount Lemmon Survey                 |
| 573843               | 2009 US155               | 17 agosto 2009    | Spacewatch                          |
| 573844               | 2009 UV160               | 27 ottobre 2009   | Spacewatch                          |
| 573845               | 2009 UF161               | 17 ottobre 2009   | CSS                                 |
| 573846               | 2009 UH162               | 20 maggio 2012    | Pan-STARRS                          |
| 573847               | 2009 UM162               | 18 ottobre 2009   | Mount Lemmon Survey                 |
| 573848               | 2009 UO162               | 23 ottobre 2009   | Mount Lemmon Survey                 |
| 573849               | 2009 UP162               | 16 ottobre 2009   | Mount Lemmon Survey                 |
| 573850               | 2009 UJ165               | 9 aprile 2016     | Pan-STARRS                          |
| 573851               | 2009 UL167               | 23 ottobre 2009   | Mount Lemmon Survey                 |
| 573852               | 2009 UZ167               | 23 ottobre 2009   | Mount Lemmon Survey                 |
| 573853               | 2009 UN168               | 23 ottobre 2009   | Mount Lemmon Survey                 |
| 573854               | 2009 UV168               | 27 ottobre 2009   | Mount Lemmon Survey                 |
| 573855               | 2009 UZ169               | 2 novembre 2010   | Mount Lemmon Survey                 |
| 573856               | 2009 UW171               | 26 ottobre 2009   | Spacewatch                          |
| 573857               | 2009 UF181               | 18 ottobre 2009   | Mount Lemmon Survey                 |
| 573858               | 2009 UQ181               | 27 ottobre 2009   | Spacewatch                          |
| 573859               | 2009 UA185               | 23 ottobre 2009   | Mount Lemmon Survey                 |
| 573860               | 2009 UF185               | 27 ottobre 2009   | Spacewatch                          |
| 573861               | 2009 VE7                 | 8 novembre 2009   | CSS                                 |
| 573862               | 2009 VP8                 | 8 novembre 2009   | Mount Lemmon Survey                 |
| 573863               | 2009 VT11                | 8 novembre 2009   | Mount Lemmon Survey                 |
| 573864               | 2009 VA13                | 8 novembre 2009   | Mount Lemmon Survey                 |
| 573865               | 2009 VH13                | 8 novembre 2009   | Mount Lemmon Survey                 |
| 573866               | 2009 VG14                | 8 novembre 2009   | Mount Lemmon Survey                 |
| 573867               | 2009 VK14                | 22 settembre 2009 | Mount Lemmon Survey                 |
| 573868               | 2009 VR16                | 28 luglio 2008    | Mount Lemmon Survey                 |
| 573869               | 2009 VX18                | 9 novembre 2009   | Spacewatch                          |
| 573870               | 2009 VY19                | 15 marzo 2007     | Spacewatch                          |
| 573871               | 2009 VC21                | 8 gennaio 2006    | Spacewatch                          |
| 573872               | 2009 VW21                | 9 novembre 2009   | Mount Lemmon Survey                 |
| 573873               | 2009 VN23                | 19 settembre 2009 | Mount Lemmon Survey                 |
| 573874               | 2009 VY23                | 30 luglio 2008    | Mount Lemmon Survey                 |
| 573875               | 2009 VF27                | 24 ottobre 2009   | Spacewatch                          |
| 573876               | 2009 VR29                | 2 novembre 2000   | Spacewatch                          |
| 573877               | 2009 VG35                | 10 novembre 2009  | Mount Lemmon Survey                 |
| 573878               | 2009 VC47                | 22 settembre 2009 | Mount Lemmon Survey                 |
| 573879               | 2009 VD50                | 12 novembre 2009  | Osservatorio astronomico di Maiorca |
| 573880               | 2009 VW52                | 21 settembre 2009 | Mount Lemmon Survey                 |
| 573881               | 2009 VX52                | 20 luglio 2004    | SSS                                 |
| 573882               | 2009 VM54                | 23 ottobre 2009   | Mount Lemmon Survey                 |
| 573883               | 2009 VE74                | 21 settembre 2009 | Mount Lemmon Survey                 |
| 573884               | 2009 VE81                | 23 ottobre 2009   | Mount Lemmon Survey                 |
| 573885               | 2009 VP82                | 30 ottobre 2009   | Mount Lemmon Survey                 |
| 573886               | 2009 VD83                | 9 novembre 2009   | Spacewatch                          |
| 573887               | 2009 VT85                | 10 novembre 2009  | Spacewatch                          |
| 573888               | 2009 VX85                | 15 marzo 2002     | Lick Obs.                           |
| 573889               | 2009 VO91                | 8 novembre 2009   | CSS                                 |
| 573890               | 2009 VJ93                | 7 gennaio 2006    | Spacewatch                          |
| 573891               | 2009 VZ98                | 20 aprile 2007    | Spacewatch                          |
| 573892               | 2009 VM101               | 10 novembre 2009  | Spacewatch                          |
| 573893               | 2009 VN101               | 10 novembre 2009  | Spacewatch                          |
| 573894               | 2009 VB108               | 22 settembre 2009 | Mount Lemmon Survey                 |
| 573895               | 2009 VT119               | 9 novembre 2009   | Mount Lemmon Survey                 |
| 573896               | 2009 VC120               | 10 novembre 2009  | Mount Lemmon Survey                 |
| 573897               | 2009 VO120               | 26 novembre 2013  | Pan-STARRS                          |
| 573898               | 2009 VU120               | 8 novembre 2009   | Mount Lemmon Survey                 |
| 573899               | 2009 VW120               | 17 ottobre 2009   | Mount Lemmon Survey                 |
| 573900               | 2009 VJ121               | 25 ottobre 2009   | Spacewatch                          |

## 573901–574000
| Nome   | Designazione provvisoria | Data di scoperta  | Scopritore          |
| ------ | ------------------------ | ----------------- | ------------------- |
| 573901 | 2009 VW122               | 9 novembre 2009   | Spacewatch          |
| 573902 | 2009 VA124               | 12 ottobre 2013   | Mount Lemmon Survey |
| 573903 | 2009 VD126               | 9 novembre 2009   | Mount Lemmon Survey |
| 573904 | 2009 WY                  | 16 novembre 2009  | Spacewatch          |
| 573905 | 2009 WG17                | 1 maggio 2003     | Spacewatch          |
| 573906 | 2009 WW19                | 17 novembre 2009  | Spacewatch          |
| 573907 | 2009 WR39                | 17 novembre 2009  | Spacewatch          |
| 573908 | 2009 WV42                | 17 novembre 2009  | Mount Lemmon Survey |
| 573909 | 2009 WL51                | 9 gennaio 2006    | Spacewatch          |
| 573910 | 2009 WG59                | 22 ottobre 2009   | Mount Lemmon Survey |
| 573911 | 2009 WC60                | 23 ottobre 2009   | Mount Lemmon Survey |
| 573912 | 2009 WC62                | 19 settembre 2009 | Mount Lemmon Survey |
| 573913 | 2009 WD66                | 18 ottobre 2009   | Mount Lemmon Survey |
| 573914 | 2009 WO76                | 18 novembre 2009  | Spacewatch          |
| 573915 | 2009 WR78                | 8 novembre 2009   | Mount Lemmon Survey |
| 573916 | 2009 WM79                | 20 settembre 2009 | Mount Lemmon Survey |
| 573917 | 2009 WO80                | 18 novembre 2009  | Spacewatch          |
| 573918 | 2009 WM86                | 11 novembre 2009  | Spacewatch          |
| 573919 | 2009 WZ87                | 9 novembre 2009   | Mount Lemmon Survey |
| 573920 | 2009 WJ91                | 25 novembre 2005  | Spacewatch          |
| 573921 | 2009 WL91                | 5 dicembre 2005   | Mount Lemmon Survey |
| 573922 | 2009 WB93                | 19 novembre 2008  | Mount Lemmon Survey |
| 573923 | 2009 WM93                | 19 novembre 2009  | Mount Lemmon Survey |
| 573924 | 2009 WC94                | 27 ottobre 2005   | Spacewatch          |
| 573925 | 2009 WK97                | 20 novembre 2009  | Mount Lemmon Survey |
| 573926 | 2009 WG101               | 22 novembre 2009  | Spacewatch          |
| 573927 | 2009 WT103               | 22 novembre 2009  | Mount Lemmon Survey |
| 573928 | 2009 WO105               | 21 novembre 2009  | Modra Obs.          |
| 573929 | 2009 WP111               | 24 aprile 2003    | Spacewatch          |
| 573930 | 2009 WH112               | 17 novembre 2009  | Mount Lemmon Survey |
| 573931 | 2009 WQ112               | 31 marzo 2003     | Spacewatch          |
| 573932 | 2009 WU112               | 23 ottobre 2009   | Mount Lemmon Survey |
| 573933 | 2009 WW112               | 29 settembre 2009 | Spacewatch          |
| 573934 | 2009 WB115               | 22 settembre 2009 | Mount Lemmon Survey |
| 573935 | 2009 WS120               | 20 novembre 2009  | Spacewatch          |
| 573936 | 2009 WB127               | 20 novembre 2009  | Spacewatch          |
| 573937 | 2009 WW129               | 20 novembre 2009  | Mount Lemmon Survey |
| 573938 | 2009 WG134               | 22 novembre 2009  | CSS                 |
| 573939 | 2009 WK135               | 23 novembre 2009  | Spacewatch          |
| 573940 | 2009 WA137               | 29 aprile 2003    | Spacewatch          |
| 573941 | 2009 WB137               | 23 novembre 2009  | Mount Lemmon Survey |
| 573942 | 2009 WC137               | 22 aprile 2007    | Mount Lemmon Survey |
| 573943 | 2009 WW139               | 19 dicembre 2001  | Spacewatch          |
| 573944 | 2009 WZ139               | 16 luglio 2004    | Cerro Tololo Obs.   |
| 573945 | 2009 WJ140               | 18 novembre 2009  | Mount Lemmon Survey |
| 573946 | 2009 WF144               | 11 novembre 2009  | Spacewatch          |
| 573947 | 2009 WR147               | 19 novembre 2009  | Mount Lemmon Survey |
| 573948 | 2009 WL149               | 12 ottobre 2009   | Mount Lemmon Survey |
| 573949 | 2009 WO152               | 19 novembre 2009  | Mount Lemmon Survey |
| 573950 | 2009 WH154               | 19 novembre 2009  | Mount Lemmon Survey |
| 573951 | 2009 WC157               | 27 ottobre 2009   | Mount Lemmon Survey |
| 573952 | 2009 WF161               | 21 novembre 2009  | Spacewatch          |
| 573953 | 2009 WG162               | 13 marzo 2007     | Spacewatch          |
| 573954 | 2009 WK162               | 9 novembre 2009   | Mount Lemmon Survey |
| 573955 | 2009 WV164               | 19 aprile 2006    | Mount Lemmon Survey |
| 573956 | 2009 WA165               | 28 agosto 2005    | Spacewatch          |
| 573957 | 2009 WF169               | 22 novembre 2009  | Spacewatch          |
| 573958 | 2009 WV173               | 6 dicembre 2005   | Spacewatch          |
| 573959 | 2009 WZ175               | 11 novembre 2009  | Spacewatch          |
| 573960 | 2009 WS180               | 4 settembre 2008  | Spacewatch          |
| 573961 | 2009 WF181               | 23 novembre 2009  | Spacewatch          |
| 573962 | 2009 WQ183               | 25 dicembre 2005  | Spacewatch          |
| 573963 | 2009 WE186               | 9 ottobre 2008    | Mount Lemmon Survey |
| 573964 | 2009 WE192               | 24 ottobre 2009   | Spacewatch          |
| 573965 | 2009 WB199               | 2 ottobre 2000    | SDSS Collaboration  |
| 573966 | 2009 WF206               | 7 settembre 2004  | Spacewatch          |
| 573967 | 2009 WF208               | 17 novembre 2009  | Spacewatch          |
| 573968 | 2009 WC210               | 18 novembre 2009  | Spacewatch          |
| 573969 | 2009 WE211               | 18 novembre 2009  | Spacewatch          |
| 573970 | 2009 WG211               | 10 novembre 2009  | Spacewatch          |
| 573971 | 2009 WW221               | 16 novembre 2009  | Mount Lemmon Survey |
| 573972 | 2009 WB223               | 16 novembre 2009  | Spacewatch          |
| 573973 | 2009 WY223               | 12 ottobre 2009   | Mount Lemmon Survey |
| 573974 | 2009 WS224               | 13 marzo 2002     | M. Schwartz         |
| 573975 | 2009 WR229               | 17 novembre 2009  | Mount Lemmon Survey |
| 573976 | 2009 WA231               | 17 novembre 2009  | Mount Lemmon Survey |
| 573977 | 2009 WD231               | 19 settembre 2009 | Mount Lemmon Survey |
| 573978 | 2009 WM232               | 17 novembre 2009  | Mount Lemmon Survey |
| 573979 | 2009 WJ238               | 17 novembre 2009  | Mount Lemmon Survey |
| 573980 | 2009 WL238               | 17 novembre 2009  | Mount Lemmon Survey |
| 573981 | 2009 WP240               | 30 ottobre 2009   | Mount Lemmon Survey |
| 573982 | 2009 WM241               | 18 novembre 2009  | Mount Lemmon Survey |
| 573983 | 2009 WQ241               | 18 novembre 2009  | Mount Lemmon Survey |
| 573984 | 2009 WG242               | 19 novembre 2009  | Spacewatch          |
| 573985 | 2009 WR245               | 25 aprile 2007    | Spacewatch          |
| 573986 | 2009 WM248               | 17 novembre 2009  | Mount Lemmon Survey |
| 573987 | 2009 WE251               | 23 aprile 2007    | Spacewatch          |
| 573988 | 2009 WU255               | 20 novembre 2009  | Spacewatch          |
| 573989 | 2009 WQ268               | 18 novembre 2009  | Spacewatch          |
| 573990 | 2009 WF271               | 17 novembre 2009  | Mount Lemmon Survey |
| 573991 | 2009 WQ272               | 3 ottobre 2013    | Pan-STARRS          |
| 573992 | 2009 WT272               | 1 ottobre 2013    | Spacewatch          |
| 573993 | 2009 WZ272               | 17 novembre 2009  | Mount Lemmon Survey |
| 573994 | 2009 WB273               | 1 novembre 2013   | CSS                 |
| 573995 | 2009 WK273               | 15 settembre 2013 | Pan-STARRS          |
| 573996 | 2009 WP273               | 11 novembre 2013  | Spacewatch          |
| 573997 | 2009 WX273               | 14 gennaio 2016   | Mount Lemmon Survey |
| 573998 | 2009 WP275               | 20 novembre 2009  | Spacewatch          |
| 573999 | 2009 WV275               | 15 ottobre 2013   | CSS                 |
| 574000 | 2009 WG278               | 20 novembre 2009  | Spacewatch          |